# Publiczna i Narodowa Biblioteka Grenlandii
Publiczna i Narodowa Biblioteka Grenlandii (gren. Nunatta Atuagaateqarfia) – biblioteka narodowa Grenlandii, terytorium zależnego od Danii w mieście Nuuk. Przewidziana jest jako repozytorium dziedzictwa kulturowego Grenlandii, pełni też funkcję bilioteki publicznej i centralnej kraju. Jej integralną częścią jest Groenlandica, która jest właściwą biblioteką narodową. Jej budynek również znajduje się w Nuuk.